# Onésime employé des postes
Pour plus de détails, voir Fiche technique et Distribution.
Onésime employé des postes ou Onésime postier est un film muet français réalisé par Jean Durand et sorti en 1913.

## Synopsis
Onésime, employé au guichet de la poste, est amoureux d'une jolie cliente qui vient régulièrement chercher son courrier et au lieu de s'occuper de la clientèle qui s'impatiente en lui projetant des tables ou des malles d'osier, il écrit des poèmes qu'il glisse dans le courrier de sa belle . Celle-ci est mariée à un lutteur en mal de contrat qui tombe sur la lettre compromettante . Il vient provoquer Onésime sur son lieu de travail mais celui-ci réussi à s'enfuir et il deviendra le héros des P.T.T .

## Fiche technique

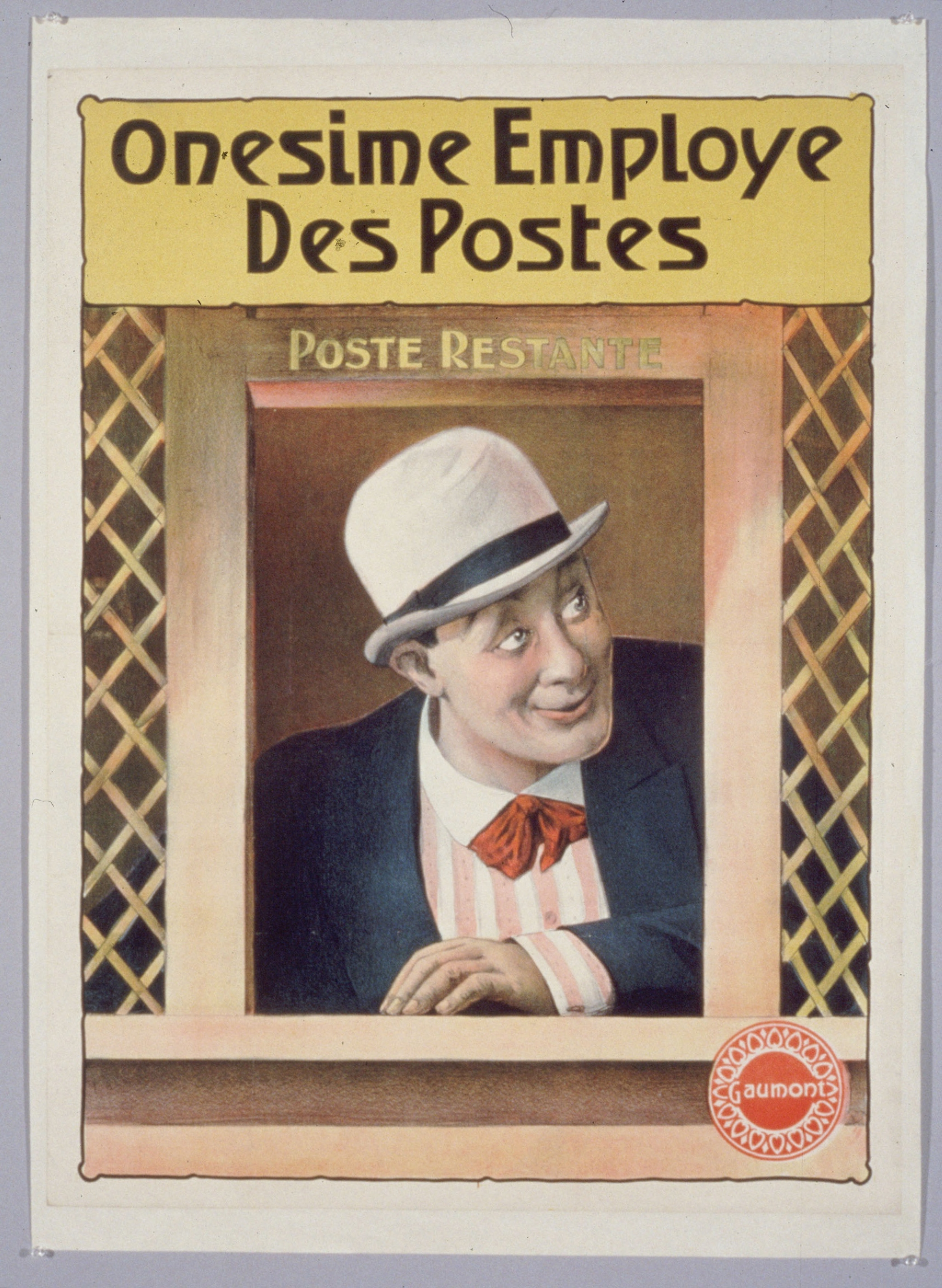
Affiche.

- Titre : Onésime employé des postes
- Titre alternatif : Onésime postier
- Réalisation : Jean Durand
- Photographie : Paul Castanet
- Société de production : Société des Établissements L. Gaumont
- Société de distribution : Comptoir Ciné-Location (CCL)
- Pays d'origine :  France
- Langue : film muet avec les intertitres en français
- Format : Noir et blanc — 35 mm — 1,33:1 — Muet
- Métrage : 142 m (pour une version en DVD de 6 minutes 30)
- Programme : 4112
- Genre : Comédie
- Durée : 5 minutes
- Dates de sortie : 
  -  France : 19 janvier 1913

## Distribution
- Ernest Bourbon : Onésime
- Mademoiselle Davrières : la gentille cliente
- Édouard Grisollet : le mari de la cliente
- Gaston Modot : l'employé des postes qui tamponne des lettres
- Clément Migé : Un employé des postes